# Agonist (kemija)
Agonist, kemijska tvar koja aktivira receptore u mozgu.
Agonisti često oponašaju djelovanje tvari, koje se javljaju u prirodi. Dok agonist izaziva akciju, antagonist blokira djelovanje agonista. Inverzni agonist uzrokuje djelovanje, koje je suprotna djelovanju agonista.
Receptori mogu biti aktivirani ili inaktivirani bilo endogenim (poput hormona i neurotransmitera) ili egzogenim (poput lijekova) agonistima i antagonistima, što rezultira u stimulaciji ili inhibiciji biološkog receptora. Fiziološki agonisti su tvari koje uzrokuju isti tjelesni odgovor, ali se ne vezuju za isti receptor.
Endogeni agonist jednog receptora je spoj, koji se prirodno javlja u tijelu i koje se vezuje i aktivira taj receptor. Npr., endogeni agonist za serotoninske receptore je serotonin i endogeni agonist za dopaminske receptore je dopamin.